# Brandel (släkter)
Brandel är ett efternamn som förekommer i flera svenska släkter. En av dem hade en adlig gren.

## Brandel från Blekinge
- Jöns Svensson (1821-1902), lantbrukare, gift med Elna Svensdotter (1825-1904)
  - Sven Adolf Brandel (1851–1918), fil. lic., skolman, gift med Alma Busch (1852-1893)
    - Sven Brandel (1886–1931), arkitekt, gift med Marit Ingeborg Widén
    - Elna Brandel (1888–1954), gift med Percival Richter, läkare
      - Ingebrit Richter (1917-1963) gift med Gunnar Braun
        - Gunilla Braun (1935-2006)
        - Åke Braun (1937-2002)
        - Marianne Braun (född 1945), gift med Torsten Fransson (född 1942)

      - Anita Richter (1923-1984) civilingenjör, gift med Rolf Nordengren (1921-1982), civilingenjör, konstnär; son till Sven Nordengren
        - Monika Nordengren (född 1950), civilekonom Barn Cecilia (född 1976), Alexandra (född 1979), Stefan (född 1983)
        - Susanne Nordengren (född 1952), civilekonom Barn: Filippa (född 1980)
        - Christina Nordengren (född 1955), läkarsekreterare, gift med Roland Bengtsson, fotograf (1951-2018) Barn: Johan (född 1979), Jesper (född 1982)
        - Elisabeth Nordengren (född 1955), laborant Barn: Anders (född 1991), Eric (född 1992), Jennifer (född 1995)
        - Jonas Nordengren (född 1957), arkitekt, gift med Johanna Andréasson, leg. läkare Barn: Hillevi (född 1990), Einar (född 1992), Olof (född 1994)

## Brandel från Småland
- Jonas Magnus Magnusson (1832–1901), handlande
  - Robert Brandel (1864–1929), skolman, präst
    - Folke Brandel (1896–1912), pianist
    - Sven Brandel (1898–1964), pianist, professor
      - Åke Brandel (1923–2001), musikkritiker

## Brandel från Stockholm (och Schlesien)
Från bröderna Hans Brandel och Christopher Brandel, vilka i slutet av 1600-talet invandrade från Schlesien till Sverige, härstammar denna släkt. Bröderna drev körsnärsrörelse i Stockholm. Bland ättlingarna till Hans Brandel märks Henric Brandel som satt i Kungliga Musikaliska Akademien tillsammans med flera av sina barn. Hans son Genseric adlades 22 april 1817 och introducerad år under nummer 2250 men slöt själv sin ätt.

### Stamtavla över kända ättlingar
- N N[1]
  - Hans Brandel (1654–1720), körsnär i Stockholm. Gift (1) 1685 med Margareta Pant (1668 - 1698) och fick med henne 6 barn varav 2 uppnådde vuxen ålder. Gift (2) 1699 med Maria Balck (- 1723) och fick med henne 9 barn varav 7 uppnådde vuxen ålder.
    - (1) Margareta (1686 - 1723)
    - (1) Anna Rosina (1695 - 1716)
    - (2) Anna Maria (1701 - 1765). Gift med Philip Möller (- 1752). Handelsman i Stockholm och Klockare i Tyska kyrkan
    - (2) Johann Antoni (1703 - 1732). Körsnär i Stockholm. Gift med Anna Öhman i hennes 1:a gifte. Johann dog barnlös
    - (2) Carl Christian (1705 -) Var 1750 handelsman i London och gift där.
    - (2) Elias Brandel (1707–1754). Huvudman för den Brandelska Huvudgrenen.  Körsnär, handelsman och fabrikör i Stockholm. Gift 1741 med Anna Maria Schütz (1725 - 1799), dotter till handelsman Samuel Schütz i Göteborg. Drev efter makens död importverksamheten, väveri på Kungsholmen och sockerbruket på Blasieholmen. De fick 9 barn varav 7 uppnådde vuxen ålder.
      - Samuel (1742 - 1759)
      - Anna Maria (1743 - 1808). Gift i Riddarholmskyrkan 1762 med grosshandlaren och disponenten Eric Giers (1729 - 1791), son till Kykorherden i Skeppsholms församling Eric Petrus Giers och hans hustru Brita Giring (1702 - 1772) . Hade med honom två döttrar.
        - Anna Maria (1764 - ), gift 1786 på Sättra gård med Friherren Claes Samuel Lybecker. Skild 1806. Hade med honom två döttrar
          - Anette Maria Lybecker (1788 - 1866)
          - Sophia Lovisa Lybecker (1795 -)

        - Brita Sophia (1765 - 1815). Gift med Kryddkramhandlaren i Stockholm Pehr Ahlström. Hade med honom 4 barn
          - Anna Sophia (1792 - 1818). Gift med kyrkoherden i Askeryd Gustaf Wulff (1773 - 1816)
          - Per Eric (1794 - 1823). Guldsmedsgesäll
          - Brita Maria (1795 - 1819)
          - Johan Elias Ahlström (1796 - ). Snickare och ebenist. Gift 1818 med Sophia Magdalena Dahlberg och fick med henne 4 barn.

      - Catharina Elisabeth (1749 - 1810). Gift 1771 med Översten och R.S.O Olof Johan Wijnblad (1733 - 1793). Hade med honom 4 barn
        - Carl Elias, överste R.S.O.
        - Anna Sophia, gift Hisinger
        - Olof Johan, Kongl. Sekreterare
        - Johanna Elisabeth, gift Egerström

      - Elias (1750 - 1804). Godsägare och Sockerbrukspatron. Ägde Sättra gård på Adelsö. Gift 1787 med Anna Maria Lenck. Hade med henne 2 döttrar
        - Anna Elisabeth (1790 - 1880). Gift (1) med godsägaren Johan Jacob (Jaques) Wallöf (1783 - 1818). Gift (2) med majoren Carl Adolph Silfwerswärd (1787 - 1865)
        - Lovisa Charlotta (1792 - 1821). Gift med sin systers svåger Paul Gustaf Wallöf (1787 - 1863)

      - Hans Brandel (1752 - 1812). Assessor, kommerseråd, Konsul i Riga. Gift 1783 med Margareta Elisabeth Leijonsten (1755 - 1837). Fick med henne 9 barn
        - Anna Eleonora
        - Elias Wilhelm
        - Wendela Sophia. Gift 1823 med bruksförvaltare Eric Rådberg på Mölnbacka bruk
        - Catharina Margareta
        - Hans
        - Gustaf Reinhold
        - Fredric Samuel
        - Carl Henric Brandel (1794–1848), häradsskrivare, gift med Anna Lovisa Grönhagen
          - Carl Henric Brandel (1828–1904), kamrerare, botanist
          - Hans Wilhelm Brandel (1833–1905), lantmätare

        - Adolph Jacob

      - Gustaf (1753 - före 1798). Gift med Louisa Sophia Ekendahl (1760 - 1807). Hade med henne 3 barn
        - Eva Lovisa, gift med Lieutnanten Claes Johan Neuhnbom
        - Gustava (1782 -)
        - Ulrica (1783 -)

      - Fredric (1754 - 1828). 1:e Expeditions Secreterare. Tobaksplantör på Ladugårdslandet i Stockholm. Gift 1786 med Sophia Magdalena Egerström (1770 - 1835), dotter till Bankokommissarie Arvid Egerström. Hade med henne 5 barn vilka alla dog ogifta och barnlösa
        - Carl Fredrik (1788 - 1852). Löjtnant
        - Elias Arvid (1789 - 1852). Kongl. Sekreterare
        - Johan Axel (1790 - 1845). Major
        - Anna Sophia (1793 - 1870)
        - Gustaf Adolph (1797 - 1867). Expeditionssekreterare, chef i Ecklesiastikdepartementet. R.W.O.

    - (2) Gottfried Brandel (1710 - 1747), grosshandlare i Stockholm. Huvudman för den Afrikanska grenen av släkten
      - Henric Brandel (1739–1828), musiker, författare
        - Sophia Brandel (1773–1858), musiker, sångerska
        - Gustaf Brandel (militär) (1776–1820), officer
        - Emilie Brandel (1768–1863), musiker, sångerska
        - Genseric Brandel (1782–1833), diplomat

    - (2) Daniel (1710 - före 1748). Var kontorist i Holland
    - (2) Friedrich Henric (1715 - 1748), Juvelerargesäll

  - Christopher Brandel (död 1737), körsnär i Stockholm

## Brandel från Västergötland
- Per Gustaf Håkansson, hemmansbrukare
  - Gustaf Brandel (präst) (1846–1931), kontraktsprost
    - Manne Brandel (1883–1966)
      - Torsten Brandel (1912–1989), författare

    - Elias Brandel (1884–1966), landskamrerare
      - Anders Brandel (1924–2006), lagman

## Brandel från Västmanland
Från Buckarby i Nora socken i Västmanland härstammar denna släkt. Hemmansägaren Erik Jonsson (1825–1900) och hans hustru Anna Jansdotter (1832–1913), som båda var födda inom socknen, hade bland flera barn en son Johan Eriksson som föddes 1861 i Buckarby. Han tog namnet Brandel, blev predikant och far till läkaren Enar Brandel.
- Johan Eriksson Brandel (1861–1943), predikant
  - Enar Brandel (1908–1972), läkare

## Brandel från Östergötland
Denna släkt har rötter i den adliga ätten Grönhagen. Gustaf Grönhagen, född 1804 på Brandsnäs säteri, Torpa socken, i Östergötland, blev fanjunkare vid Andra livgrenadjärregementet 1825, fänrik 1828, löjtnant 1832 samt kapten 1851 och avslutade sin militära karriär 1854. Han avled på säteriet 1887. Grönhagen var ogift, men hade två barn, vars utomäktenskapliga börd gjorde att de inte räknas som adliga. Sonen Felix Gustafsson ärvde Brandsnäs säteri, tog namnet Brandel efter godset och bildade därmed denna släkt.
- Gustaf Grönhagen (1804–1887), kapten[2]
  - Felix Brandel (1851–1897), godsägare, Brandsnäs, Torpa socken, Östergötland
    - Ernst Brandel (1877–1947), godsägare, Brandsnäs säteri
      - Felix Brandel (1900–1971), disponent[3]